# Вожаков, Юрий Александрович
Юрий Александрович Вожаков (род. 5 февраля 1959 года) — советский и российский хоккеист, тренер.

## Карьера
До 1981 года играл в горьковском «Торпедо». В высшей лиге провёл 172 игры, забил 14 шайб. Бронзовый призёр юниорского чемпионата Европы 1977 года. Привлекался в молодёжную сборную СССР, в составе которой дважды становился чемпионом мира (1978, 1979).
Перейдя в «Динамо», несколько раз становится призёром чемпионата СССР, а в 1990 — чемпионом СССР. За девять сезонов провёл 380 игр, забил 32 шайбы.
Чемпион СССР (1990), серебряный призёр (1985, 1986, 1987), бронзовый призёр (1982, 1983, 1988).
В 1983—1985 годах провёл 14 игр в составе сборной СССР. Участник Кубка Канады 1984. Победитель приза «Известий» 1982.

## Образование
В 1990 году окончил МОГИФК.

## Тренерская карьера
С 1992 года работал в тренерском штабе ХК «Кур», в том числе с 5 октября 1995 года до конца сезона 1997/98 года в качестве главного тренера.
В 2002—2006 годах возглавлял «Ветцикон». В 2006—11 годах тренировал «Хаскис», а в 2011—13 — «Давос».